# ملخیور فان سانتفورت

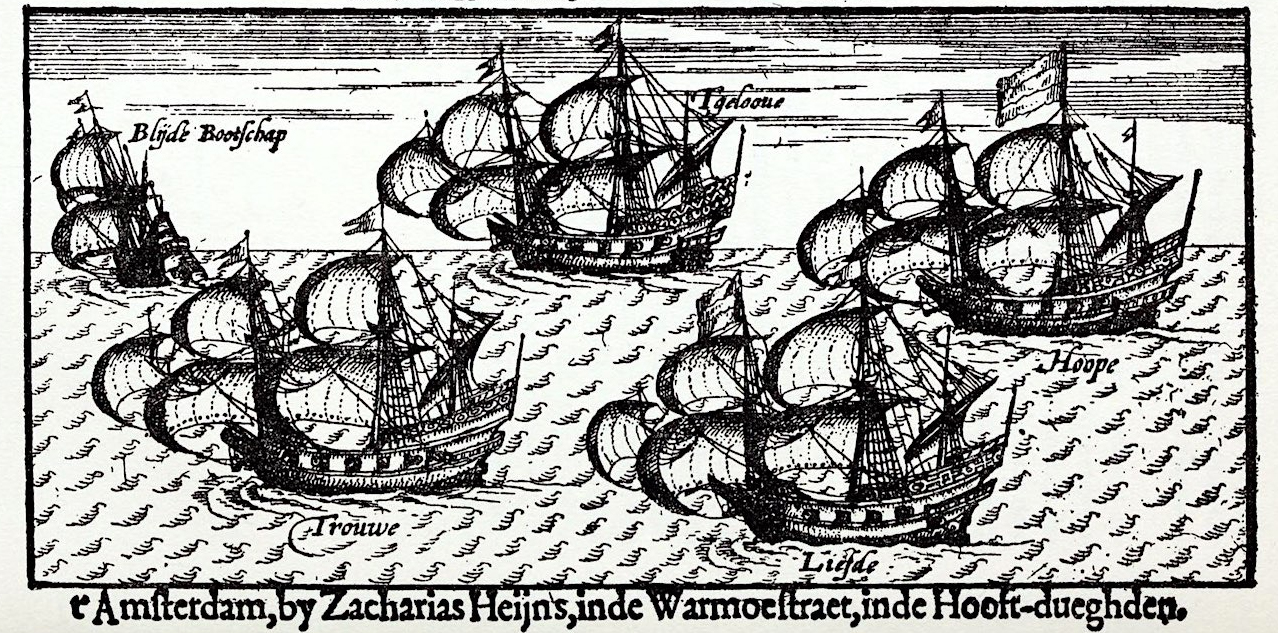
کشتی لیفده

ملخیور فان سانتفورت (به هلندی: Melchior van Santvoort)‏ (۱۵۷۰–۱۶۴۱) یکی از اولین هلندی‌هایی بود که با کشتی لیفده در سال ۱۶۰۰ میلادی به ژاپن رسیدند. برخی از همراهان او در این کشتی یاکوب کوارناک (کاپیتان کشتی)، یان یوستن فان لودنشتاین، و ویلیام آدامز (سکاندار) بودند. سانتفورت در ژاپن باقی ماند، و ۳۹ سال در بندر ناگاساکی به تجارت اشتغال داشت.

## ورود به ژاپن
در ۱۹ آوریل ۱۶۰۰، یک کشتی خارجی بزرگ در ولایت بونگو ظاهر شد. این کشتی هلندی لیفده Liefde بود. پس از ترک روتردام در ژوئن ۱۵۹۸، این کشتی به سمت جنوب اقیانوس اطلس حرکت کرد و از تنگه ماژلان گذشت و پس از سختی‌های فراوان، از اقیانوس آرام گذشت و نزدیک به دو سال طول کشید تا به ژاپن برسد. در زمان حرکت، ۱۱۰ خدمه، ۵ کشتی که در اصل توسط فرمانده ژاک ماهو هدایت می‌شد، در این کشتی وجود داشت. آنها به عنوان یک ناوگان سازمان یافته حرکت کردند، اما کشتی‌ها با عبور از تنگه ماژلان از هم جدا شدند. یکی از کشتی‌ها به هلند بازگشت، اما از چهار کشتی که توانستند از تنگه عبور کنند، تنها یک کشتی توانست در سواحل جنوب شیلی دوباره با لیفده متحد شود.
فرماندهان این دو کشتی لیفده و «هوپ» در مورد مسیر آینده خود صحبت کردند و تصمیم گرفتند مقصد آنها ژاپن باشد و در کنار هم در اقیانوس آرام حرکت کردند. با این حال، کشتی «هوپ» در اقیانوس آرام غرق شد حتی لیفده که به سختی از تبدیل شدن به ضایعات جلبک دریایی نجات پیدا کرد، همچنان از سختی‌ها رنج می‌برد. در طی این سفر طولانی، بیماری‌های عفونی، گرمای سوزان، قحطی، نبرد با اسپانیایی‌ها و بومیان آمریکا، سرمای شدید در نزدیکی تنگه ماژلان، بسیاری از خدمه به دلیل بیماری اسکوربوت و سایر بیماری‌ها جان خود را از دست دادند و تا زمانی که به ولایت بونگو در جنوب ژاپن رسیدند، تنها ۲۴ نفر زنده ماندند. روز بعد از ورود سه نفر دیگر جان خود را از دست دادند و سه نفر دیگر نیز به زودی جان خود را از دست دادند. طبق برخی از گزارش‌ها حاکی از آن است که چهار نفر دیگر در سال ورود خود جان خود را از دست داده‌اند. ۱۴ نفری که جان سالم به در بردند، از جمله ملخیور فان سانتفورت هنوز در سال ۱۶۰۵، پنج سال پس از ورودشان، در ژاپن زندگی می‌کردند.
در طی این پنج سال، دگرگونی‌های عمده ای در وضعیت ژاپن و هلند رخ داد. لیفده وارد ژاپن می‌شود توکوگاوا ایه‌یاسو در نبرد سکیگاهارا که شش ماه بعد اتفاق افتاد پیروز شد و سه سال بعد توکوگاوا ایه‌یاسو به نخستین شوگون تبدیل شد. در سال ۱۶۰۵، ایه‌یاسو عنوان شوگون را به پسرش توکوگاوا هیده‌تادا سپرد و در سال ۱۶۰۵ شوگون‌سالاری توکوگاوا تأسیس شد. سونپو به عنوان کاخ ایه‌یاسو شروع به انجام سیاست کرد. از سوی دیگر، در هلند از اواخر دهه ۱۵۹۰، گروه‌های اعزامی فعالانه به هند شرقی اعزام شدند و ناوگان ماهو یکی از آنها بود، اما سفرهای اکتشافی آشفته شرقی در نتیجه ورود محصولات آسیایی مانند ادویه‌جات، این امر منجر به نوسانات شدید قیمت‌ها شد و برای جلوگیری از این امر، در سال ۱۶۰۲ شرکت متحد هند شرقی متشکل از شش شعبه تأسیس شد.
سانتفورت یکی از پنج یا شش نفری بود که توانست در هنگام ورود به ژاپن آنقدر توانایی بدنی داشت باشد که کنار آدامز و دیگران سرپا بایستد یا راه برود. پس از ورود به ژاپن، به جای کاپیتان کشتی یاکوب کوارناک که بسیار بیمار بود. جهت بازپرسی آدامز از طریق ساکای به اوساکا منتقل شد و در آنجا زندانی شد و «امپراتور» (در اصل توکوگاوا ایه‌یاسو که در نامه‌های آدامز همواره او به اشتباه امپراتور خوانده شده‌است) از او بازپرسی کرد. با این حال، به نظر می‌رسد که با او بد رفتاری نشده‌است و آدامز در نامه‌های بعدی نوشته‌است. «یکی از ملوانان ما با من آمد تا از من مراقبت کند.» نام این ملوان اگرچه ذکر نشده‌است، برخی از محققان زندگی آدامز فرض می‌کنند که سانتفورت برخی دیگر نوشته‌اند که یان یوستن فان لودنشتاین همراه او بوده‌است.

## تبعید
او تقریباً دو برابر بیشتر از آدامز (مرگ ۱۶۲۰) و یان یوستن فان لودنشتاین (مرگ ۱۶۲۳) در ژاپن وقت گذراند. اسناد تاریخی وجود دارد که ترکیب خانواده سانتفورت را نشان می‌دهد. خارجی‌هایی که بعداً در ژاپن به عنوان بخشی از «فرمان انزوا» اقامت کردند و تبعید شدند. بر طبق این سوابق خانواده سانتفورت و دخترشان ژاپن را در سال ۱۶۳۹ ترک کردند. طبق سوابق خروج آنها، اختلاف سنی آقا و خانم سانتفورت ۱۹ سال است؛ شوهر ۷۰ سال و زن ۵۱ سال دارد.